# 881 Athene
881 Athene è un asteroide della fascia principale. Scoperto nel 1917, presenta un'orbita caratterizzata da un semiasse maggiore pari a 2,6136929 UA e da un'eccentricità di 0,2061564, inclinata di 14,18273° rispetto all'eclittica.
Il suo nome fa riferimento ad Atena, dea della saggezza nella mitologia greca.